# Эванс, Питер
Питер Эванс (англ. Peter Maxwell Evans; род. 1 августа 1961, Перт) — австралийский пловец, чемпион и призёр Игр Содружества и Олимпийских игр, участник двух Олимпиад.

## Карьера
Специализировался на брассе. На летних Олимпийских играх 1980 года в Москве Эванс выступал плавании брассом на 100 метров, 200 метров и комплексной эстафете 4×100 метров. В первой дисциплине Эванс стал бронзовым призёром с результатом 1:03,96 с, пропустив вперёд британца Данкана Гудхью (1:03,34 с) и советского пловца Арсена Мискарова (1:03,82 с). На дистанции 200 метров австралиец не смог пробиться в финальную часть соревнований. В эстафете сборная Австралии (Эванс, Марк Керри (на спине), Марк Тонелли (баттерфляй), Нил Брукс (вольный стиль)) завоевала олимпийское золото (3:45,70 с), опередив команды СССР (3:45,92 с) и Великобритании (3:47,71 с).
На следующей Олимпиаде в Лос-Анджелесе Эванс снова выступал в тех же дисциплинах. На дистанции 100 метров брассом Эванс стал третьим (1:02,97 с), уступив американцу Стиву Лундквисту (1:01,65 с — мировой рекорд) и канадцу Виктору Дэвису (1:01,99 с). В предварительных заплывах Эванс установил олимпийский рекорд на этой дистанции — 1:02,87 с. В плавании брассом на 200 метров австралиец показал 17-й результат (2:21,21 с) и не попал в финальный заплыв. В эстафете австралийцы (Эванс, Марк Керри, Глен Бьюкенен, Марк Стоквэлл) стали третьими после США (3:39,30 с — мировой рекорд) и Канады (3:43,23 с).